# Mordovia Arena
Mordovia Arena (tiếng Nga: «Мордовия Арена») là một sân vận động bóng đá ở Saransk, Mordovia, Nga được xây dựng cho Giải vô địch bóng đá thế giới 2018. Sân vận động cũng tổ chức FC Mordovia Saransk của Russian Professional Football League, thay thế cho sân vận động Start. Sân có sức chứa 44.442 khán giả. Tổng diện tích của cơ sở là 122.700 mét vuông.
Arena nằm ở trung tâm của thành phố và nằm trong khoảng cách đi bộ đến cơ sở hạ tầng quan trọng của thành phố. Thiết kế sân vận động dựa trên hình ảnh của mặt trời, biểu tượng chính của những huyền thoại cổ xưa và truyền thuyết của người Mordovia. Sau khi Giải vô địch bóng đá thế giới, sân vận động được dự kiến sẽ là trung tâm giải trí và thể thao lớn nhất của Saransk và Mordovia.

## Thiết kế
xxxxnhỏ|upright=1.2|Xem sân vận động]]
Sau khi giành được quyền đăng cai World Cup 2018, dự án sân vận động mới ở Saransk được ra mắt được tạm thời thiết kế bởi kiến trúc sư người Đức Tim Hupe. Tuy nhiên cuối cùng thì dự án của công ty địa phương "Saransk Grazhdan Proekt" lại được chọn. Kiến trúc hình chiếc bát đơn giản có những khán đài chứa được 44.442 người nhưng chỉ được áp dụng trong giải đấu. Sau Cúp Thế giới khán đài ở tầng trên sẽ bị tháo gỡ khiến sân chỉ còn sức chứa 28.000 người. Giữa những khán đài bên trái và mái che 1 lối đi dạo với khu bán lẻ và không gian giải trí sẽ được tạo ra.

## World Cup 2018
Sân vận động Mordovia Arena tổ chức 4 trận đấu tại World Cup 2018, đều là các trận đấu ở vòng bảng.
| Ngày                | Thời gian | Đội      | Kết quả | Đội        | Vòng   | Khán giả |
| ------------------- | --------- | -------- | ------- | ---------- | ------ | -------- |
| 16 tháng 6 năm 2018 | 19:00     | Perú     | 0 - 1   | Đan Mạch   | Bảng C | 40.502   |
| 19 tháng 6 năm 2018 | 15:00     | Colombia | 1 - 2   | Nhật Bản   | Bảng H | 40.842   |
| 25 tháng 6 năm 2018 | 21:00     | Iran     | 1 - 1   | Bồ Đào Nha | Bảng B | 41.685   |
| 28 tháng 6 năm 2018 | 21:00     | Panama   | 1 - 2   | Tunisia    | Bảng G | 37.168   |